# 掛谷秀昭
掛谷 秀昭（かけや ひであき）は、日本の工学者。学位は、工学博士。京都大学大学院薬学研究科教授。

## 略歴
- 岡山県立井原高等学校卒業
- 1989年3月 慶應義塾大学理工学部化学科 卒業
- 1991年3月 慶應義塾大学大学院理工学研究科化学専攻 修士課程修了
- 1994年
  - 3月 慶應義塾大学大学院理工学研究科生体医工学専攻、後期博士課程修了、博士（工学）号取得
  - 4月 理化学研究所抗生物質研究室 研究員
- 1995年10月 カリフォルニア大学デービス校（U.C.Davis, 米国）客員研究員（～1995年12月）
- 1998年10月 マサチューセッツ工科大学（M.I.T., 米国）客員研究員（～2000年3月）
- 2003年
  - 4月 理化学研究所ケミカルバイオロジー研究推進グループ 分子探索研究チーム チームリーダー（併任）
  - 8月 理化学研究所 抗生物質研究室 副主任研究員
- 2004年4月 組織改編に伴い、（独）理化学研究所中央研究所 長田抗生物質研究室 副主任研究員
- 2007年4月 京都大学大学院薬学研究科 医薬創成情報科学専攻 システムケモセラピー・制御分子学分野 教授、（独）理化学研究所 客員研究員

## 受賞
- 研究奨励賞（がん分子標的治療研究会）1999年6月
- 日本農芸化学会奨励賞（社団法人日本農芸化学会）2002年3月
- 慶應義塾大学理工学部・大学院理工学研究科・同窓会表彰
- 住木・梅澤記念賞（社団法人日本抗生物質学術協議会）2006年11月
- 生命科学啓明賞（財団法人啓明会）2007年12月